# Oskar Thiergen
Richard Oskar Thiergen (* 14. April 1856 in Sörmitz bei Döbeln; † 11. Oktober 1913 in Dresden-Albertstadt) war ein deutscher Professor und Autor.

## Leben
Oskar Thiergen legte am Döbelner Staatsrealgymnasium als einer der ersten Abiturienten das Zeugnis der Reife ab und studierte von 1873 bis 1878 in Leipzig, Berlin, Genf und Paris moderne Sprachen. Er wirkte darauf als Lehrer am Institut von Müller-Gelinek in Dresden und wurde 1879 zum Oberlehrer beim Kadettenkorps der sächsischen Armee ernannt. 1890 wurde er in dieser Eigenschaft zum Professor ernannt und 1894, als Offizier des Beurlaubtenstandes, zum Hauptmann der Landwehr befördert. 1903 wurde er Lehrer der königlichen Prinzen und war ab 1904 als Kommissar für den französischen Sprachunterricht an den sächsischen Infanterieschulen tätig. 1906 wurde er zum Hofrat ernannt und zum Mitglied der Prüfungskommission für die Offiziers-Dolmetscherprüfung des XII. (I. Königlich Sächsisches) Armee-Korps und für Einjährig-Freiwillige berufen, ebenso in diejenige für die englischen und französischen Fachlehrer im Königreich Sachsen. Nachfolgend war er ab 1909 Studiendirektor beim Kadettenkorps und wurde im März 1913 mit dem Ritterkreuz I. Klasse des Albrechtsordens ausgezeichnet.
Thiergen unternahm größere Reisen nach England, Frankreich und die französischen Kolonien in Nordafrika, erwarb sich große Verdienste um die internationale Schülerkorrespondenz zwischen den Vereinigten Staaten von Nordamerika und Deutschland, dem Lehreraustausch zwischen Deutschland, Frankreich und England und wurde 1905 von der französischen Regierung zum Officier d’Academie ernannt. Er war seit 1880 mit Elise Häschke aus Kröstau verheiratet. Der Slawist und Literaturwissenschaftler Peter Thiergen ist ein Verwandter.
Thiergen starb im Herbst 1913 57-jährig und wurde unter großer Anteilnahme auf dem Inneren Neustädter Friedhof in Dresden beerdigt.

## Auszeichnungen
- Hausorden der Wendischen Krone, Ritter (25. März 1908)[7]

## Werke (Auswahl)
- Grammatik der Englischen Sprache. Teubner, 1897 (mit Otto Boerner)
- Oberstufe zum Lehrbuch der englischen Sprache. Teubner, 1897
- English Lessons; Kurze Praktishe Anleitung Zum Raschen und Sicheren Erlernen Der Englischen Sprach Fur Den Mundlichen und Schriflichen Frein Gebrauch. 1904
- Die Hauptregeln der englischen Syntax. Teubner, 1908
- Methodik des neuphilologischen Unterrichts. Teubner, 1910
- Englisches Elementarbuch. Teubner, 1914 (mit Elise Koch)